# Baltic Cup (patinação artística no gelo)
Baltic Cup, também conhecido por Gdańsk Cup, é uma competição internacional de patinação artística no gelo de níveis júnior e noviço, disputado na cidade de Gdańsk, Polônia.  Em 2003, 2005, 2011 e 2013 fez parte do Grand Prix Júnior.

## Edições
| Ano  | Edição               | Cidade sede          | Sênior               | Sênior               | Sênior               | Sênior               | Júnior               | Júnior               | Júnior               | Júnior               | Noviço               | Noviço               | Noviço               | Noviço               | Ref                  |
| Ano  | Edição               | Cidade sede          | M                    | F                    | P                    | D                    | M                    | F                    | P                    | D                    | M                    | F                    | P                    | D                    | Ref                  |
| ---- | -------------------- | -------------------- | -------------------- | -------------------- | -------------------- | -------------------- | -------------------- | -------------------- | -------------------- | -------------------- | -------------------- | -------------------- | -------------------- | -------------------- | -------------------- |
| 2003 | 1.ª                  | Gdańsk               | –                    | –                    | –                    | –                    | •                    | •                    | •                    | •                    | –                    | –                    | –                    | –                    | [ 1 ]                |
| 2004 | 2.ª                  | Gdańsk               | –                    | –                    | –                    | –                    | •                    | •                    | •                    | •                    | •                    | •                    | •                    | •                    | [ 2 ] [ 3 ]          |
| 2005 | 3.ª                  | Gdańsk               | –                    | –                    | –                    | –                    | •                    | •                    | •                    | •                    | –                    | –                    | –                    | –                    | [ 4 ]                |
| 2006 | Não houve competição | Não houve competição | Não houve competição | Não houve competição | Não houve competição | Não houve competição | Não houve competição | Não houve competição | Não houve competição | Não houve competição | Não houve competição | Não houve competição | Não houve competição | Não houve competição | Não houve competição |
| 2007 | 4.ª                  | Gdańsk               | –                    | –                    | –                    | –                    | –                    | •                    | –                    | •                    | –                    | •                    | –                    | •                    | [ 5 ]                |
| 2008 | 5.ª                  | Gdańsk               | –                    | –                    | –                    | –                    | –                    | –                    | –                    | •                    | –                    | –                    | –                    | •                    | [ 6 ]                |
| 2009 | Não houve competição | Não houve competição | Não houve competição | Não houve competição | Não houve competição | Não houve competição | Não houve competição | Não houve competição | Não houve competição | Não houve competição | Não houve competição | Não houve competição | Não houve competição | Não houve competição | Não houve competição |
| 2010 | 6.ª                  | Gdańsk               | –                    | –                    | –                    | •                    | –                    | •                    | –                    | •                    | •                    | •                    | –                    | •                    | [ 7 ]                |
| 2011 | 7.ª                  | Gdańsk               | –                    | –                    | –                    | –                    | •                    | •                    | •                    | •                    | –                    | –                    | –                    | –                    | [ 8 ]                |
| 2012 | 8.ª                  | Gdańsk               | –                    | –                    | –                    | –                    | •                    | •                    | –                    | •                    | •                    | •                    | –                    | •                    | [ 9 ]                |
| 2013 | 9.ª                  | Gdańsk               | –                    | –                    | –                    | –                    | •                    | •                    | –                    | •                    | –                    | –                    | –                    | –                    | [ 10 ]               |

Legenda
- Parte do Grand Prix ISU Júnior
- –  Evento não disputado neste ano

## Lista de medalhistas

### Sênior

#### Dança no gelo sênior
| Evento                 | Ouro                                            | Prata                                     | Bronze                                    |
| Gdańsk 2010 (detalhes) | Justyna Plutowska · Dawid Pietrzynski · Polônia | nenhum outro competidor                   | nenhum outro competidor                   |
| 2011–2013              | Não houve disputa de dança no gelo sênior       | Não houve disputa de dança no gelo sênior | Não houve disputa de dança no gelo sênior |

### Júnior

#### Individual masculino júnior
| Evento                 | Ouro                                                                               | Prata                                                                              | Bronze                                                                             |
| Gdańsk 2003 (detalhes) | Parker Pennington · Estados Unidos                                                 | Alexander Uspenski · Rússia                                                        | Yasuharu Nanri · Japão                                                             |
| Gdańsk 2004            |                                                                                    |                                                                                    |                                                                                    |
| Gdańsk 2005 (detalhes) | Alexander Uspenski · Rússia                                                        | Austin Kanallakan · Estados Unidos                                                 | Yang Chao · China                                                                  |
| 2006–2010              | Não houve disputa do individual masculino noviço; 2006 e 2009 não houve competição | Não houve disputa do individual masculino noviço; 2006 e 2009 não houve competição | Não houve disputa do individual masculino noviço; 2006 e 2009 não houve competição |
| Gdańsk 2011 (detalhes) | Joshua Farris · Estados Unidos                                                     | Artur Dmitriev Jr. · Rússia                                                        | Ryuichi Kihara · Japão                                                             |
| Gdańsk 2012 (detalhes) | Alexander Strupinski · Polônia                                                     | nenhum outro competidor                                                            | nenhum outro competidor                                                            |
| Gdańsk 2013 (detalhes) | Adian Pitkeev · Rússia                                                             | Alexander Petrov · Rússia                                                          | Zhang He · China                                                                   |

#### Individual feminino júnior
| Evento                 | Ouro                                                                       | Prata                                                                      | Bronze                                                                     |
| Gdańsk 2003 (detalhes) | Viktória Pavuk · Hungria                                                   | Akiko Kitamura · Japão                                                     | Kiira Korpi · Finlândia                                                    |
| Gdańsk 2004            |                                                                            |                                                                            |                                                                            |
| Gdańsk 2005 (detalhes) | Haruka Inoue · Japão                                                       | Akiko Kitamura · Japão                                                     | Xu Binshu · China                                                          |
| 2006                   | Não houve competição                                                       | Não houve competição                                                       | Não houve competição                                                       |
| Gdańsk 2007 (detalhes) | Paulina Zembrzuska · Polônia                                               | Klaudia Sutton · Polônia                                                   | Iwona Sadowska · Polônia                                                   |
| 2008–2009              | Não houve disputa do individual feminino júnior; 2009 não houve competição | Não houve disputa do individual feminino júnior; 2009 não houve competição | Não houve disputa do individual feminino júnior; 2009 não houve competição |
| Gdańsk 2010 (detalhes) | Beatrice Meilunaite · Lituânia                                             | Valerya Bakunova · Polônia                                                 | Karoline Ranes · Noruega                                                   |
| Gdańsk 2011 (detalhes) | Yulia Lipnitskaya · Rússia                                                 | Satoko Miyahara · Japão                                                    | Samantha Cesario · Estados Unidos                                          |
| Gdańsk 2012 (detalhes) | Iwona Sanecka · Polônia                                                    | Maria Mukhametzianova · Rússia                                             | Urszula Reszka · Polônia                                                   |
| Gdańsk 2013 (detalhes) | Evgenia Medvedeva · Rússia                                                 | Angela Wang · Estados Unidos                                               | Gabrielle Daleman · Canadá                                                 |

#### Duplas júnior
| Evento                 | Ouro                                                                               | Prata                                                                              | Bronze                                                                             |
| Gdańsk 2003 (detalhes) | Maria Mukhortova · Maxim Trankov · Rússia                                          | Arina Ushakova · Alexander Popov · Rússia                                          | Brandilyn Sandoval · Laureano Ibarra · Estados Unidos                              |
| Gdańsk 2004            |                                                                                    |                                                                                    |                                                                                    |
| Gdańsk 2005 (detalhes) | Aaryn Smith · Will Chitwood · Estados Unidos                                       | Ekaterina Vasilieva · Alexander Smirnov · Rússia                                   | Angelika Pylkina · Niklas Hogner · Suécia                                          |
| 2006–2010              | Não houve disputa do individual masculino noviço; 2006 e 2009 não houve competição | Não houve disputa do individual masculino noviço; 2006 e 2009 não houve competição | Não houve disputa do individual masculino noviço; 2006 e 2009 não houve competição |
| Gdańsk 2011 (detalhes) | Britney Simpson · Matthew Blackmer · Estados Unidos                                | Katherine Bobak · Ian Beharry · Canadá                                             | Tatiana Tudvaseva · Sergei Lisiev · Rússia                                         |
| 2011–2013              | Não houve disputa de duplas júnior                                                 | Não houve disputa de duplas júnior                                                 | Não houve disputa de duplas júnior                                                 |

#### Dança no gelo júnior
| Evento                 | Ouro                                              | Prata                                            | Bronze                                                |
| Gdańsk 2003 (detalhes) | Alexandra Zaretsky · Roman Zaretsky · Israel      | Ekaterina Rubleva · Ivan Shefer · Rússia         | Kirsten Frisch · Augie Hill · Estados Unidos          |
| Gdańsk 2004            |                                                   |                                                  |                                                       |
| Gdańsk 2005 (detalhes) | Anastasia Gorshkova · Ilia Tkachenko · Rússia     | Ekaterina Bobrova · Dmitri Soloviev · Rússia     | Jane Summersett · Elliott Pennington · Estados Unidos |
| 2006                   | Não houve competição                              | Não houve competição                             | Não houve competição                                  |
| Gdańsk 2007 (detalhes) | Ekaterina Zaikina · Otar Japaridze · Geórgia      | Camille-Laure Pradier · Clement Dourval · França | Miloslawa Zaleska · Robert Chudzinski · Polônia       |
| Gdańsk 2008 (detalhes) | Irina Babchenko · Vitali Nikiforov · Ucrânia      | Anastasia Galyeta · Semen Kaplun · Ucrânia       | Ruslana Yurchenko · Alexander Liubchenko · Ucrânia    |
| 2009                   | Não houve competição                              | Não houve competição                             | Não houve competição                                  |
| Gdańsk 2010 (detalhes) | Natalia Kaliszek · Michal Kaliszek · Polônia      | Kinga Kucharska · Rafal Dawidowski · Polônia     | nenhum outro competidor                               |
| Gdańsk 2011 (detalhes) | Victoria Sinitsina · Ruslan Zhiganshin · Rússia   | Anastasia Galyeta · Oleksiy Shumsky · Ucrânia    | Anna Yanovskaya · Sergey Mozgov · Rússia              |
| Gdańsk 2012 (detalhes) | Hannah Rauthmann · Matthias Rauthmann · Alemanha  | Yulia Dolgikh · Alexander Prachanov · Rússia     | Anastasia Safronova · Alexandr Zolotarev · Rússia     |
| Gdańsk 2013 (detalhes) | Kaitlin Hawayek · Jean-Luc Baker · Estados Unidos | Oleksandra Nazarova · Maksym Nikitin · Ucrânia   | Alla Loboda · Pavel Drozd · Rússia                    |

### Noviço avançado

#### Individual masculino noviço avançado
| Evento                 | Ouro                                                                                        | Prata                                                                                       | Bronze                                                                                      |
| Gdańsk 2004            |                                                                                             |                                                                                             |                                                                                             |
| 2005–2009              | Não houve disputa do individual masculino noviço avançado; 2006 e 2009 não houve competição | Não houve disputa do individual masculino noviço avançado; 2006 e 2009 não houve competição | Não houve disputa do individual masculino noviço avançado; 2006 e 2009 não houve competição |
| Gdańsk 2010 (detalhes) | Krzysztof Gala · Polônia                                                                    | nenhum outro competidor                                                                     | nenhum outro competidor                                                                     |
| 2011                   | Não houve disputa do individual masculino noviço avançado                                   | Não houve disputa do individual masculino noviço avançado                                   | Não houve disputa do individual masculino noviço avançado                                   |
| Gdańsk 2012 (detalhes) | Piotr Horosz · Polônia                                                                      | nenhum outro competidor                                                                     | nenhum outro competidor                                                                     |
| 2013                   | Não houve disputa do individual masculino noviço avançado                                   | Não houve disputa do individual masculino noviço avançado                                   | Não houve disputa do individual masculino noviço avançado                                   |

#### Individual feminino noviço avançado
| Evento                 | Ouro                                                                                | Prata                                                                               | Bronze                                                                              |
| Gdańsk 2004            |                                                                                     |                                                                                     |                                                                                     |
| 2005–2006              | Não houve disputa do individual feminino noviço avançado; 2006 não houve competição | Não houve disputa do individual feminino noviço avançado; 2006 não houve competição | Não houve disputa do individual feminino noviço avançado; 2006 não houve competição |
| Gdańsk 2007 (detalhes) | Amanda Malkiewicz · Polônia                                                         | Sandra Majewska · Polônia                                                           | Aleksandra Rekawek · Polônia                                                        |
| 2008–2009              | Não houve disputa do individual feminino noviço avançado; 2009 não houve competição | Não houve disputa do individual feminino noviço avançado; 2009 não houve competição | Não houve disputa do individual feminino noviço avançado; 2009 não houve competição |
| Gdańsk 2010 (detalhes) | Anna Degtyareva · Rússia                                                            | Gabija Meilunaite · Lituânia                                                        | Anna Czenkusz · Polônia                                                             |
| 2011                   | Não houve disputa do individual feminino noviço avançado                            | Não houve disputa do individual feminino noviço avançado                            | Não houve disputa do individual feminino noviço avançado                            |
| Gdańsk 2012 (detalhes) | Kseniya Tarasova · Rússia                                                           | Irina Kulinich · Rússia                                                             | Anna Czenkusz · Polônia                                                             |
| 2013                   | Não houve disputa do individual feminino noviço avançado                            | Não houve disputa do individual feminino noviço avançado                            | Não houve disputa do individual feminino noviço avançado                            |

#### Duplas noviço avançado
| Evento      | Ouro                                                                          | Prata                                                                         | Bronze                                                                        |
| Gdańsk 2004 |                                                                               |                                                                               |                                                                               |
| 2005–2013   | Não houve disputa de duplas noviço avançado; 2006 e 2009 não houve competição | Não houve disputa de duplas noviço avançado; 2006 e 2009 não houve competição | Não houve disputa de duplas noviço avançado; 2006 e 2009 não houve competição |

#### Dança no gelo noviço avançado
| Evento                 | Ouro                                                                          | Prata                                                                         | Bronze                                                                        |
| Gdańsk 2004            |                                                                               |                                                                               |                                                                               |
| 2005–2006              | Não houve disputa da dança no gelo noviço avançado; 2006 não houve competição | Não houve disputa da dança no gelo noviço avançado; 2006 não houve competição | Não houve disputa da dança no gelo noviço avançado; 2006 não houve competição |
| Gdańsk 2007 (detalhes) | Sarah Robert Sifaoui · Nicolas Berger · França                                | Kamila Jozwiak · Michal Krupowies · Polônia                                   | Ophelie Cornu · Timothe Griere · França                                       |
| Gdańsk 2008 (detalhes) |                                                                               |                                                                               |                                                                               |
| 2009                   | Não houve competição                                                          | Não houve competição                                                          | Não houve competição                                                          |
| Gdańsk 2010 (detalhes) | Julia Sicinska · Cezary Zawadzki · Polônia                                    | nenhum outro competidor                                                       | nenhum outro competidor                                                       |
| 2011                   | Não houve disputa da dança no gelo noviço avançado                            | Não houve disputa da dança no gelo noviço avançado                            | Não houve disputa da dança no gelo noviço avançado                            |
| Gdańsk 2012 (detalhes) | Ksenia Konkina · Georgy Reviya · Rússia                                       | Liliya Yutanina · Andrey Filaton · Rússia                                     | Anastasiya Shpilevaya · Andrey Lebed · Rússia                                 |
| 2013                   | Não houve disputa da dança no gelo noviço avançado                            | Não houve disputa da dança no gelo noviço avançado                            | Não houve disputa da dança no gelo noviço avançado                            |